# Donbás libre
Donbás libre (ruso: Свободный Донбасс, romanizado: Svobodnyy Donbass) es un movimiento público y un bloque político derechista prorruso en el óblast de Donetsk que lucha por la separación de la región de Ucrania.
El bloque incluye varios partidos y movimientos. La organización se formó en 2014, en los primeros seis meses después de la proclamación de la independencia de la República Popular de Donetsk de Ucrania. Cumpliendo con los requisitos de la CEC, este partido se convirtió en uno de los dos (junto con el partido República de Donetsk) admitidos a participar en las elecciones generales en la República Popular de Donetsk el 2 de noviembre de 2014. Después del registro, el partido se unió a la campaña en las calles con los votantes y también en Internet. El partido apoya la independencia de la región histórica y cultural de Novorossiya de Ucrania.
Ekaterina Gubareva encabezaría la lista electoral para las elecciones del Consejo Popular de la República Popular de Donetsk del 11 de noviembre de 2018. Sin embargo, el 29 de septiembre de 2018 sería excluida de esta lista después de que un desconocido la detuviera. Después de este incidente, se fue a Rostov del Don, en Rusia.

## Elecciones 2014
El presidente de la organización, Yevgeny Orlov, dijo que el partido "va con las mismas consignas y con el mismo programa que apoyó a la mayoría absoluta de la población de la región durante el referéndum del 11 de mayo". Se enfoca en el respeto a las personas de todas las nacionalidades y culturas que residen en el territorio de la república, restauración de la infraestructura destruida, desarrollo de mecanismos de protección social y justicia social.

### Encuestas
Según las encuestas para las elecciones al parlamento de la República Democrática Popular realizadas por el grupo de seguimiento del Fondo de Apoyo a la Sociología Socis celebrada el 28 de octubre de 2014, el 39,1% de los encuestados iba a votar por la organización pública "República de Donetsk", el 31,6% se inclinaron por apoyar el movimiento público "Free Donbas", que también incluía al partido "Novorossiya", y el 29,3% restante no se decidió por la respuesta. Al mismo tiempo, durante un período bastante corto de la campaña de agitación, el partido logró aumentar significativamente su potencial representativo: al comienzo de la carrera preelectoral, siguiendo los resultados de la encuesta de opinión preliminar realizada por la Universidad de Administración de Donetsk , solo el 11% de los votantes estaban dispuestos a votar por el partido.

### Resultados
El 3 de noviembre de 2014, Roman Lyagin, presidente de la Comisión Electoral Central del Partido Nacional Democrático, anunció el porcentaje de los resultados de las elecciones al Consejo Popular de la siguiente manera: "República de Donetsk" obtuvo un 64,43 %, "Donbás libre" - 27,75%. El Consejo Popular fue elegido por un período de cuatro años con 100 diputados, de los cuales "República de Donetsk" recibió 68 mandatos de diputados, "Donbás libre" - 32 escaños.

## Desempeño electoral

### Presidenciales
|  | 9,62 % |

|  | 9,27 % |

### Parlamentarias
|  | 31,65 % |

|  | 26,02 % |